# Esther Oyema
Esther Oyema (20 aprile 1982) è una sollevatrice paralimpica nigeriana che gareggia nella disciplina del powerlifter.

## Carriera
Oyema ha gareggiato nella categoria 61 kg femminile ai Giochi del Commonwealth di Glasgow del 2014 dove ha vinto una medaglia d'oro e ha stabilito un nuovo record mondiale sollevando 122,4 kg. Nel 2015 ha vinto una medaglia d'oro ai Giochi panafricani sollevando 133 kg superando il suo precedente record di 126 kg. Nello stesso anno ha partecipato agli IPC Powerlifting Asian Open Championships a Almaty, Kazakhstan, dove ha vinto una medaglia d'oro sollevando 79 kg. Durante le Paralimpiadi estive del 2016 di Rio de Janeiro ha vinto una medaglia d'argento nella categoria 55 kg battuta dalla sua rivale messicana Amalia Perez. Ha vinto una medaglia d'oro e ha stabilito un nuovo record mondiale nella gara femminile ai giochi del Commonwealth di Gold Coast del 2018.
Il 21 maggio 2020, il Comitato Paralimpico Internazionale l'ha squalificata per quattro anni dopo che il suo campione di urina raccolto durante la International Paralympic Competition tenutesi in Lagos nel 2019 è risultato positivo al 19-norandrosterone. La medaglia d'oro che vinse in quell'occasione gli fu tolta.

## Palmarès

### Giochi paralimpici
| Anno | Manifestazione                | Sede           | Evento          | Risultato | Note |
| ---- | ----------------------------- | -------------- | --------------- | --------- | ---- |
| 2012 | XIV Giochi paralimpici estivi | Londra         | Categoria 48 kg | Oro       |      |
| 2016 | XV Giochi paralimpici estivi  | Rio de Janeiro | Categoria 55 kg | Argento   |      |

### Giochi del Commonwealth
| Anno | Manifestazione              | Sede       | Evento                 | Risultato | Note |
| ---- | --------------------------- | ---------- | ---------------------- | --------- | ---- |
| 2010 | XIX Giochi del Commonwealth | Delhi      | Categoria panca aperta | Oro       |      |
| 2014 | XX Giochi del Commonwealth  | Glasgow    | Categoria 61 kg        | Oro       |      |
| 2018 | XXI Giochi del Commonwealth | Gold Coast | Categoria pesi leggeri | Oro       |      |

### Giochi panafricani
| Anno | Manifestazione        | Sede        | Evento               | Risultato | Note |
| ---- | --------------------- | ----------- | -------------------- | --------- | ---- |
| 2015 | XI Giochi panafricani | Brazzaville | Categoria 55 & 61 kg | Oro       |      |